# Geneva (town, New York)
Pour les articles homonymes, voir Geneva.
Ne doit pas être confondu avec Geneva (New York).
Geneva est une ville du comté d'Ontario, dans l'État de New York, aux États-Unis,. En 2010, elle comptait une population de 3 291 habitants.

## Démographie
Lors du recensement de 2010, la ville comptait une population de 3 291 habitants. Elle est estimée, en 2016, à 3 244 habitants.